# Prédio do Corpo de Bombeiros da Polícia Militar do Estado
O prédio dos Bombeiros da Polícia Militar do Pará é o antigo comando geral da corporação de bombeiros militar do estado do Pará, inaugurado em 1903 pelo então senador e intendente Antônio Lemos, situado à rua João Diogo no bairro da Campina na cidade brasileira de Belém. O prédio abrigou o comando geral da corporação no período de 1903 à 2005 e, foi tombado em 1982 como patrimônio histórico em nível estadual.